# Aktiv antenn
En aktiv antenn är en antenn som till skillnad från vanliga passiva antenner kräver elektrisk matning, och som förstärker infångade signaler med ett visst antal decibel.
Aktiva antenner har sedan övergången till digital-TV fått ökad betydelse för marksänd TV (så kallad DVB-T teknik). Speciell nytta gör de till exempel ombord på båtar och i husvagnar. De kan i vissa fall användas i fastigheter med analog kabel-TV för att ta in digitala sändningar. HDTV-kanaler utgör inget problem, och aktiva antenner fungerar lika bra för MPEG2-kodade signaler som för MPEG4-kodade signaler.
Aktiva antenner är vanligtvis mycket små och för inomhusbruk får de anses som ett mycket billigt TV-tillbehör (de kan även användas för radio). Kalibreringen är enkel, inomhus placeras de lämpligen i ett fönster som är riktat mot närmaste sändare. Den aktiva antennen ansluts till ett eluttag och från antennen dras en vanlig koaxialkabel (det vill säga en vanlig antennkabel) som ansluts antingen till TV:n via en digitalbox eller direkt till en TV med inbyggd digitalbox. Bäst fungerar de aktiva antennerna på MUXar (och andra signaler) i UHF-bandet (för TV cirka 470 - 860 MHz motsvarande kanalplatserna 21 till 69). Somliga aktiva antenner fungerar även i VHF-bandet.
Aktiva antenner kan vid mycket goda mottagningsförhållanden även användas passivt, det vill säga utan anslutning av elektrisk spänning.